# SCR 1845-6357
SCR 1845-6357是一顆位於孔雀座，距離地球12.6光年的紅矮星。它的質量大約是太陽的7%，亮度极低，为太阳的0.00000139倍，体积与天王星相当，但是這只是初步測量的數值，可能還會有變化。 此恆星也是人類發現過的最輕的恆星。
這顆星被發現擁有一顆棕矮星的伴星，被標示為SCR 1845-6357 B。這顆伴星的分類是T-矮星，在4.5AU的距離上繞著主星公轉，質量約在木星質量的9至65倍之間，標面溫度估計為850K。 

## 外部連結
- New Objects within 20 light-years（页面存档备份，存于） at SolStation.
- VLT Finds Very Cool Brown Dwarf In The Neighborhood (SkyNightly) Mar 22, 2006
- near-stars（页面存档备份，存于）